# قائمة الجوائز والترشيحات التي تلقاها بول رود
قائمة بالجوائز والترشيحات التي تسلمها المُمثل الأمريكي بول رود.

## جوائز معهد الفيلم الأمريكي
| السنة | الفئة                                | المستلم    | النتيجة | مراجع |
| ----- | ------------------------------------ | ---------- | ------- | ----- |
| 2010  | جائزة أفضل برنامج تلفزيوني لسنة 2010 | Party Down | فوز     | [ 2 ] |

## جوائز حلقة جماعة الجوائز
| السنة | الفئة                            | المستلم             | النتيجة | مراجع |
| ----- | -------------------------------- | ------------------- | ------- | ----- |
| 2012  | أفضل فريق ممثلين في فيلم سينمائي | مزايا أن تكون خجولا | رُشِّح     | [ 2 ] |

## جوائز "MTV" للأفلام
| السنة | الفئة | المستلم                  | النتيجة | مراجع |
| ----- | --- | ------------------------ | ------- | ----- |
| 2004  | أفضل أداء موسيقي (بالإشتراك مع؛ ويل فيرل، ديفيد كويكنر، وستيف كارل) | المذيع                   | رُشِّح     | [ 2 ] |
| 2004  | أفضل أداء فريق (بالإشتراك مع؛ ويل فيرل، ديفيد كويكنر، وستيف كارل) | المذيع                   | رُشِّح     | [ 2 ] |
| 2005  | أفضل أداء فريق (بالإشتراك مع؛ ستيف كارل، سيث روغن، وروماني مالكو) | The 40-Year-Old Virgin   | رُشِّح     | [ 2 ] |
| 2009  | أفضل قبلة (بالإشتراك مع؛ توماس لينن) | أحبك يارجل               | رُشِّح     | [ 2 ] |
| 2013  | أفضل مشهد قتال (بالإشتراك مع؛ ويل فيرل، ديفيد كويكنر، ستيف كارل، جيمس ماردسن، ساشا بارون كوهين، كانيي ويست، تينا فاي، أيمي بولر، جيم كاري، ماريون كوتيار، ويل سميث، ليام نيسون، جون سي رايلي، وجون كينيار) | المذيع 2: الأسطورة تستمر | رُشِّح     | [ 2 ] |
| 2013  | أفضل مشهد "WTF" (بالإشتراك مع؛ ويل فيرل، ديفيد كويكنر، وستيف كارل) | المذيع 2: الأسطورة تستمر | رُشِّح     | [ 2 ] |
| 2016  | أفضل بطل خارق في فيلم سينمائي | الرجل النملة             | رُشِّح     | [ 2 ] |

## جوائز رئيسية
| السنة | العمل المُرشح        | الجائزة                      | الفئة                                         | النتيجة | مراجع |
| ----- | ------------------- | ---------------------------- | --------------------------------------------- | ------- | ----- |
| 1999  | قوانين منزل سايدر   | جائزة نقابة ممثلي الشاشة     | أفضل أداء لممثل في فيلم سينمائي               | رُشِّح     |       |
| 2007  | حبلت                | جائزة اختيار المراهقين       | أفضل إنسجام ممثلين (بالإشتراك مع؛ سيث روغن)   | رُشِّح     |       |
| 2009  | أحبك يارجل          | جائزة اختيار المراهقين       | أفضل مشهد مغني روك (بالإشتراك مع؛ جيسون سيغل) | رُشِّح     |       |
| 2009  | أحبك يارجل          | جماعة نقاد دينفر للأفلام     | أفضل طاقم تمثيل                               | رُشِّح     |       |
| 2012  | الحدائق والمنتزهات  | جوائز اختيار النقاد للتلفاز  |                                               | فوز     | [ 3 ] |
| 2012  | مزايا أن تكون خجولا | جماعة نقاد سان دييغو للأفلام |                                               | فوز     |       |
| 2012  | مزايا أن تكون خجولا | جوائز حلقة جماعة الجوائز     |                                               | رُشِّح     |       |
| 2012  | هذا هو سن الأربعين  | جوائز اختيار النقاد للأفلام  | أفضل مُمثل في فيلم كوميدي                      | رُشِّح     |       |
| 2015  | الرجل النملة        | جائزة سينماكوم               |                                               | فوز     |       |
| 2015  | الرجل النملة        | جائزة اختيار المراهقين       |                                               | رُشِّح     |       |
| 2015  | الرجل النملة        | جوائز اختيار النقاد للأفلام  |                                               | رُشِّح     |       |
| 2015  | الرجل النملة        | جائزة زحل                    | جائزة زحل لأفضل ممثل                          | رُشِّح     |       |

## جوائز أخرى
حصل رود على نجمة في ممشى الشهرة في هوليوود في 1 يوليو، 2015.